# Timbalada
Timbalada es un grupo de música afrobrasileña originario de Candeal, Salvador, Brasil. Fue fundado por Carlinhos Brown, y el compositor y percusionista Tony Mola. El estilo musical varía entre samba, reggae y axé, con influencias fuertes de música africana. 
El grupo es mayoritariamente célebre por su participación en el Carnaval de cada año en las calles de Salvador de Bahía. También Timbalada ha participado en activismo social trabajando con niños necesitados, proporcionando educación y cursos de percusión para ayudarles con su integración social.
Han actuado en el Festival de Jazz de Montreux, el Festival de Holanda, y el Festival Internacional de Jazz de Montreal, así como visitas de Europa y Japón. Su álbum de 1996, Mineral, ganó un Premio Sharp.

## Innovación musical
Musicalmente, Timbalada está abonado con dos innovaciones importantes en la instrumentación de música afrobrasileña: el resurgimiento del timbal bahiano y el desarrollo de una batería de 3 surdos (bombos) que puede ser tocados por un único percusionista. El timbal, estaba casi extinto antes de que Timbalada empezara a utilizarlo, desde entonces se ha expandido en muchos otros géneros musicales afrobrasileños, incluyendo el axé y la samba-reggae.

## Discografía
- Alegria Original (2008)
- Axe Bahia: O Melhor De Timbalada (2006)
- Serviço De Animação Popular (2004)
- Pure Brazil: Tribal Bahia - The Best of Timbalada (2004)
- Motumba Bless (2002)
- Timbalisimo (2001)
- Milenio (1999)
- ...Pense Minha Cor... (1999)
- Vamos Dar Un Volta Ningún Guetho - Ao Vivo (1998)
- Mãe de Samba (1997)
- Mineral (1996)
- Andei Road (1995)
- Cada Cabeça é um Mundo (1994)
- Timbalada (1993)